# Lotniskowce typu Independence
Lotniskowce typu Independence – podstawowe lekkie lotniskowce floty amerykańskiej podczas II wojny światowej. Ogółem wprowadzono do służby 9 jednostek tego typu. Bazowały na kadłubach lekkich krążowników typu Cleveland.

## Okręty

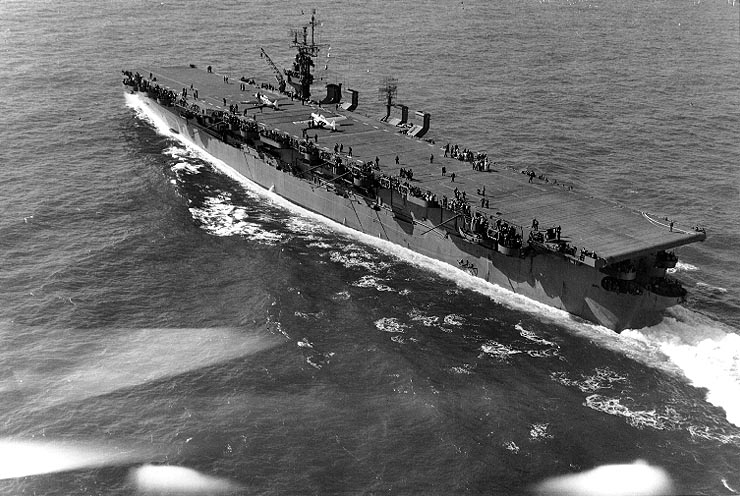
USS „Langley” w drodze koło wschodniego wybrzeża Stanów Zjednoczonych w październiku 1943

- USS „Independence” (CVL-22) – w służbie od stycznia 1943, zniszczony jako okręt cel podczas próby jądrowej w atolu Bikini w lipcu, 1946.
- USS „Princeton” (CVL-23) – w służbie od lutego 1943, zatopiony 24 października 1944 przez japońskie samoloty.
- USS „Belleau Wood” (CVL-24) – w służbie od marca 1943, wycofany do rezerwy w 1947, w 1951 przekazany Francji, gdzie służył jako „Bois Belleau”, złomowany w 1960.
- USS „Cowpens” (CVL-25) – w służbie od maja 1943, wycofany do rezerwy w 1947.
- USS „Monterey” (CVL-26) – w służbie od czerwca 1943, wycofany do rezerwy w 1947, ponownie wprowadzony do służby w 1950 jako lotniskowiec szkoleniowy, wycofany do rezerwy w 1956.
- USS „Langley” (CVL-27) – w służbie od sierpnia 1943, wycofany do rezerwy w 1947, w 1951 przekazany Francji, gdzie służył jako „La Fayette”, złomowany w 1964.
- USS „Cabot” (CVL-28) – w służbie od lipca, 1943, wycofany do rezerwy w 1947, zmodernizowany na lotniskowiec do walki przeciwko okrętom podwodnym w 1948, wycofany do rezerwy w 1955, w 1965–1967 zmodernizowany i przekazany Hiszpanii, gdzie służył do 1989 pod nazwą "Dédalo". Próby przekształcenia okrętu w muzeum nie powiodły się, został złomowany w 2002.
- USS „Bataan” (CVL-29) – w służbie od listopada 1943, wycofany do rezerwy w 1947, zmodernizowany na lotniskowiec do walki przeciwko okrętom podwodnym w 1950, ostatecznie wycofany do rezerwy w 1954.
- USS „San Jacinto” (CVL-30) – w służbie od grudnia 1943, wycofany do rezerwy w 1947.

## Dane techniczne
Typ Independence podczas II wojny światowej:
- Wyporność: 11.000 t
- Długość: 190 m
- Szerokość kadłuba: 22 m
- Szerokość maksymalna: 33 m
- Zanurzenie: 8 m
- Prędkość: 31 węzłów
- Załoga: 1569

Uzbrojenie:
- działka przeciwlotnicze 40 mm i 20 mm
- Liczba samolotów: 34-45, przykładowo:
  - 25 myśliwców F6F Hellcat
  - 9 samolotów torpedowych TBF Avenger